# Brick by Brick
Brick by Brick je sólové studiové album amerického zpěváka Iggyho Popa. Vydáno bylo v červnu roku 1990 společností Virgin Records a jeho producentem byl Don Was (ten s Popem spolupracoval znovu na desce Avenue B, jež vyšla o devět let později). Na desce se podílelo více hudebníků, mezi něž patří například Slash a Duff McKagan ze skupiny Guns N' Roses či John Hiatt a Kate Pierson, kteří s Popem nazpívali duety.

## Seznam skladeb
| Pořadí | Název                           | Délka |
| ------ | ------------------------------- | ----- |
| 1.     | Home                            | 4:00  |
| 2.     | Main Street Eyes                | 3:41  |
| 3.     | I Won't Crap Out                | 4:02  |
| 4.     | Candy                           | 4:13  |
| 5.     | Butt Town                       | 3:34  |
| 6.     | The Undefeated                  | 5:05  |
| 7.     | Moonlight Lady                  | 3:30  |
| 8.     | Something Wild                  | 4:01  |
| 9.     | Neon Forest                     | 7:05  |
| 10.    | Starry Night                    | 4:05  |
| 11.    | Pussy Power                     | 2:47  |
| 12.    | My Baby Wants to Rock and Roll  | 4:46  |
| 13.    | Brick by Brick                  | 3:30  |
| 14.    | Livin' on the Edge of the Night | 3:38  |

## Obsazení
- Iggy Pop – zpěv, kytara
- Charley Drayton – baskytara
- Chuck Domanico – baskytara
- Duff McKagan – baskytara
- Slash – kytara
- Jamie Muhoberac – klávesy
- Kenny Aronoff – bicí
- David Lindley – housle, mandolína
- David McMurray – saxofon
- Kate Pierson – zpěv
- John Hiatt – zpěv
- Scott Hackwith – doprovodné vokály
- Sweet Pea Atkinson – doprovodné vokály
- Sir Harry Bowens – doprovodné vokály
- Alex Brown – doprovodné vokály
- Ray Mitchell – doprovodné vokály